# Anna Slováčková

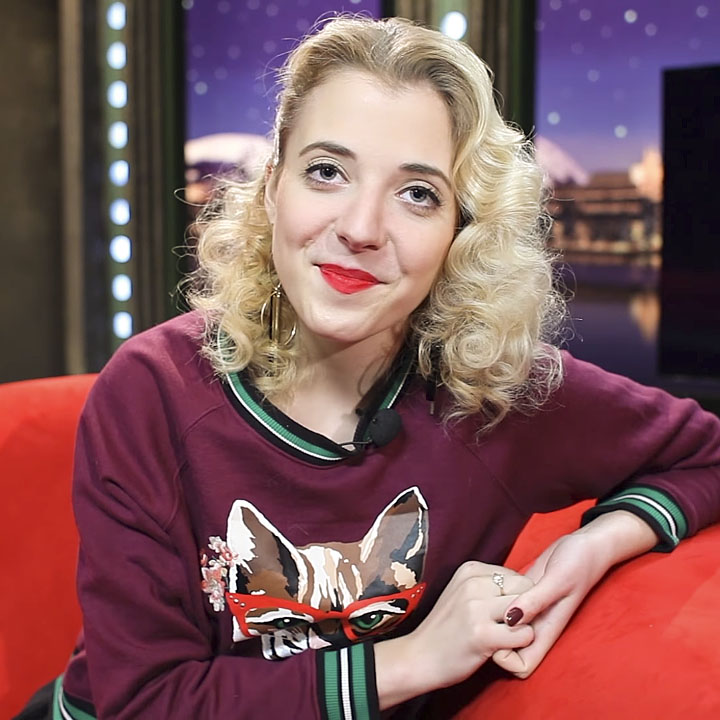
Anna Slováčková (2017)

Anna Julie Slováčková (* 22. August 1995 in Prag; † 6. April 2025 ebenda) war eine tschechische Sängerin und Schauspielerin.

## Familie
Anna Slováčková wurde in eine Künstlerfamilie geboren und war die Tochter von Dagmar Patrasová und Felix Slováček. Ihr Bruder Felix und ihre Halbschwester René sind ebenfalls Schauspieler.

## Werdegang

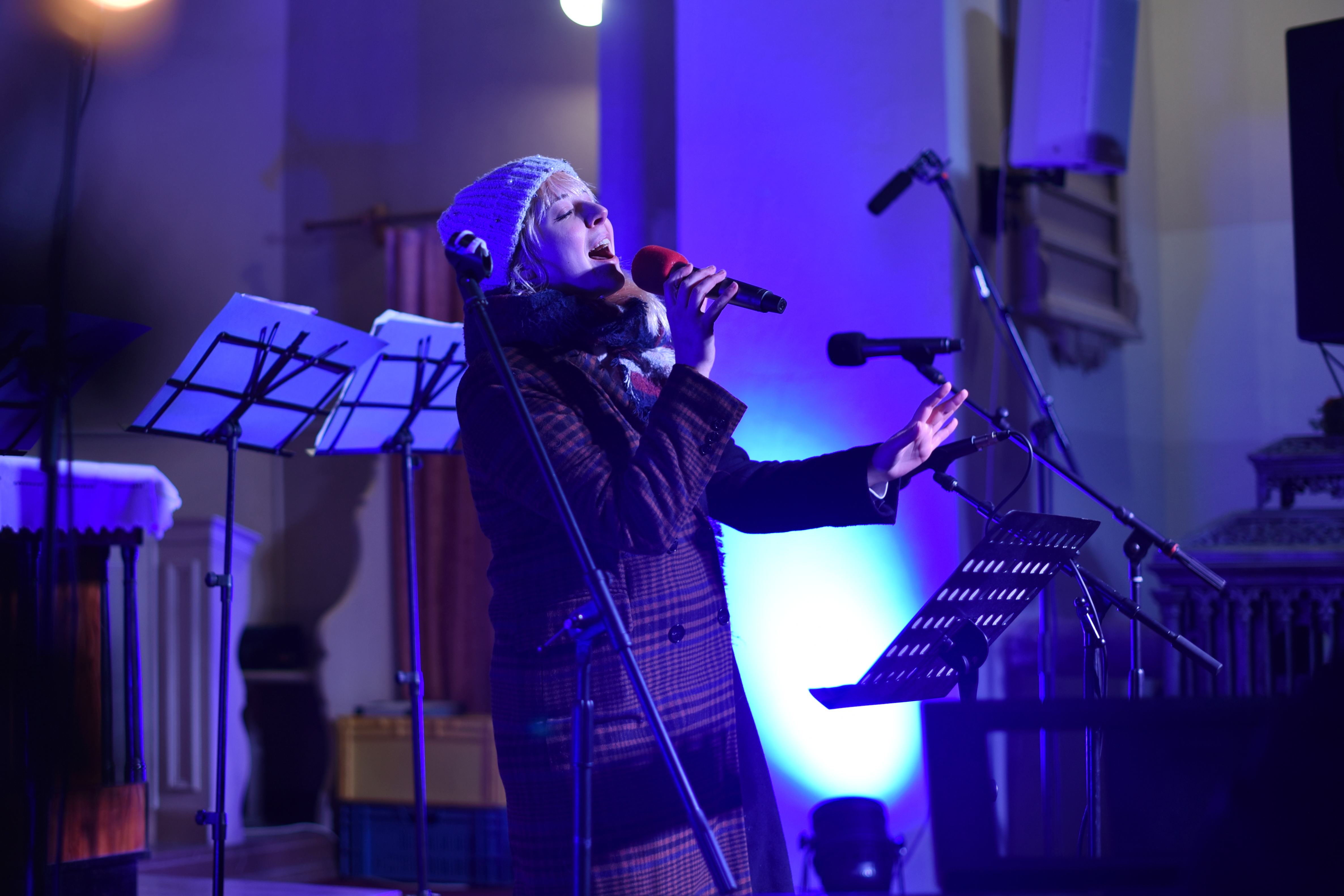
Anna Slováčková bei einem Auftritt 2022

Durch ihre Familie kam Anna Slováčková bereits früh in Kontakt mit den Künsten. Schon als Vierjährige spielte sie Piano und sang dazu. Sie trat sowohl in Stücken ihrer Mutter als auch in Fernsehformaten für Kinder auf. 2012 wurde sie Fernsehreporterin für die Kindersendung KiWi Junior. Seit ihrem 18. Lebensjahr trat sie sich auch in Musicals auf. Sie hatte Rollen in den Musicals „Die Schneekönigin“, in dem sie die Hauptrolle der Gerda spielte, dem „Rattenfänger von Hameln“, „Alice im Wunderland“ und „Doktor Ochse“. Nach ihrem Schulabschluss studierte sie zudem Gesang am Prager Konservatorium. 2016 trat sie in dem Reality-TV-Format Tvoje tvář má známý hlas im tschechischen Fernsehen auf und hatte eine Rolle in der Seifenoper Ordinace v růžové zahradě 2.
Mit der Band ihres Vaters und mit einer eigenen Pop-Band trat sie zudem als Sängerin auf. Im November 2019 veröffentlichte sie ihre ersten eigenen Songs Leo, Spoutaní und Pod lampou, nachdem ihre Band bis dahin andere Songs gecovert hatte. Inspiriert von Michael Jackson und Lady Gaga veröffentlichte Slováčková 2021 ihr erstes Studioalbum Aura. 2022 veröffentlichte sie die Singles V kruzích und Dálky, Anfang 2023 folgte Nejsem to já. Diese Lieder waren neben zehn weiteren Stücken Teil ihres 2023 zweiten veröffentlichten Albums Osudová.

## Krankheit und Tod
2019 wurde bei Anna Slováčková zunächst Brustkrebs diagnostiziert, den sie noch überstand. Nach weniger als drei Jahren wurden Metastasen in ihrer Lunge entdeckt und die Erkrankung an Lungenkrebs bestätigt. Sie unterzog sich einer weiteren Chemotherapie, während derer sie in Tschechien zu einem bekannten Gesicht der Kampagnen zur Krebsaufklärung wurde. So nahm sie unter anderem mit dem tschechischen Sänger Pokáč den Titel I KDYŽ JSME PLEŠATÝ (auf Deutsch: Auch wenn wir kahl sind) auf. Am 6. April 2025 verlor sie den Kampf gegen den Krebs und starb im Alter von 29 Jahren in Prag im Kreis ihrer Familie.

## Diskographie

### Studio-Alben
- 2021: Aura
- 2023: Osudová

### Singles
- 2019: Pod lampou
- 2019: Spoutaní
- 2019: Leo
- 2022: Dálky
- 2022: V kruzích
- 2023: Prší a leje jako z konve
- 2023: Nejsem to já